# Barcelos, Bồ Đào Nha
Barcelos là một huyện thuộc tỉnh Braga, Bồ Đào Nha. Huyện này có diện tích 379 km², dân số thời điểm năm 2001 là 122096 người.